# Formosatettix yuanbaoshanensis
Formosatettix yuanbaoshanensis är en insektsart som beskrevs av Zheng, Z. och G. Jiang 1997. Formosatettix yuanbaoshanensis ingår i släktet Formosatettix och familjen torngräshoppor. Inga underarter finns listade i Catalogue of Life.